# MacLauchlin River
Der MacLauchlin River ist ein Fluss im Osten von Dominica im Parish Saint David, im Carib Territory.

## Geographie
Der Raymondstone River entspringt mit mehreren Quellbächen in den Nordausläufern des Morne Trois Pitons, im Central Forest Reserve, wo die Berge bei MacLauchlin (MacLarkin) die Grenze zu den Parishes Saint Andrew und Saint Joseph bilden. Mehrere Quellbäche kommen von Süden (und rechts) aus einem Höhenrücken der nach Fond Figues zieht.
Der Fluss verläuft stetig nach Osten und mündet nördlich von Raymondstone in den Raymondstone River.